# Erwin K. Bauer
Erwin K. Bauer (* 15. Mai 1965) ist ein österreichischer Grafikdesigner und Landwirt. Er gilt als Vorreiter im Bereich der barrierefreien Gestaltung, dem sogenannten „Inclusive Design“. Er ist Gründer und Geschäftsführer des buero bauer und der Initiative include.

## Leben

### Werdegang
Erwin K. Bauer ist ausgebildeter Landwirt und studierte Schrift- und Buchgestaltung sowie Grafikdesign an der Universität für angewandte Kunst Wien. 1996 gründete er das interdisziplinäre Gestaltungsbüro buero bauer mit Sitz in Wien. Zudem ist er regelmäßig an der Autorenschaft von Fachpublikationen beteiligt, juriert und kuratiert. Zudem unterhält er die Typopassage, Mikromuseum für Schrift. Erwin K. Bauer ist mit der Kunstkritikerin Sabine B. Vogel verheiratet, hat drei Söhne und lebt in Klosterneuburg.

### Lehrtätigkeiten
Erwin Bauer lehrt seit 1993 an der Universität für angewandte Kunst in der Klasse für Grafikdesign sowie an der Technischen Universität Wien. Er hatte Gastprofessuren unter anderem an der New Design University und der Donauuniversität Krems inne. 2009 erhielt er die Auszeichnung zum „Österreicher des Jahres“.

## Auszeichnungen
- 2014 European Design Award: 1 × Gold, 1 × Silber, 1 × Bronze[8]
- 2009 Österreicher des Jahres[9]
- 2009 D & AD – British Art Directors Club: Merit
- 2009 Creativ Club Austria: Bronze[10]
- 2009 European Design Award: 1 × Gold, 1 × Silber, 2 × Bronze
- 2009 Staatspreis: Schönste Bücher + 1× Auszeichnung[11]
- 2008 Print: European Design Annual, Auszeichnung
- 2008 Joseph Binder Award: 1 × Gold, 1 × Silber, 1 × Bronze
- 2005 Plakat Festival Chaumont, Auszeichnung
- 2004 Joseph Binder Award: Bronze, Auszeichnung (damals noch unter dem Namen d-lab)[12]
- 2003 Print: European Design Annual, Auszeichnung
- 2003 Trend best Annual Reports
- 2002 Creativ Club Austria: Bronze
- 2002 red dot design award

## Publikationen
- 2008: Orientation & Identity: Portraits of Way Finding Systems – Porträts internationaler Leitsysteme; mit Dieter Mayer
- 2008: Ringstraße ist überall: Texte über Architektur und Stadt 1992–2007; mit Christian Kühn
- 2006: Bildersprache: Otto Neurath Visualisierungen; mit Frank Hartmann
- Typopasse 1–8